# Florida State University

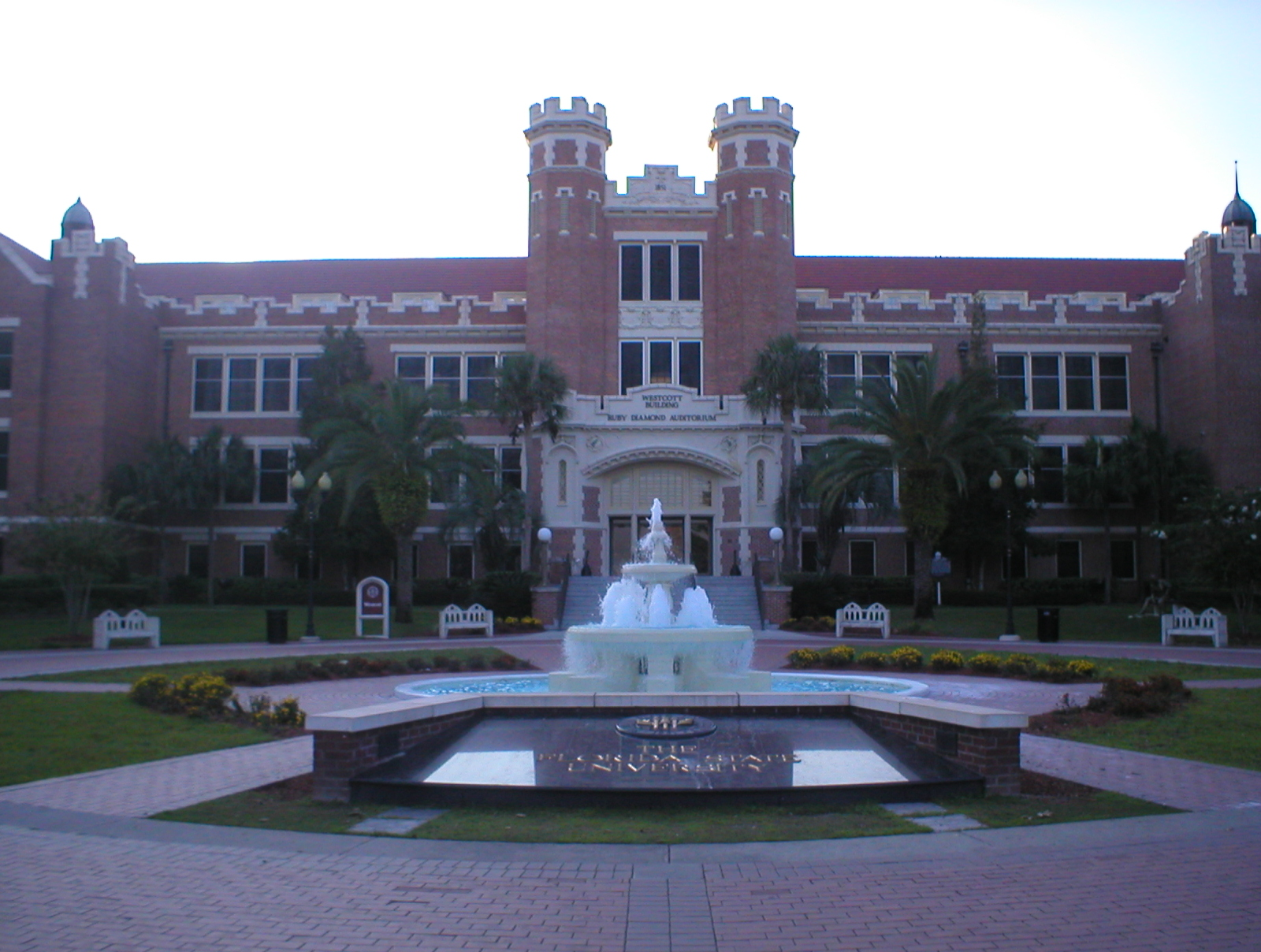
Das Westcott-Gebäude, im Herbst 2004

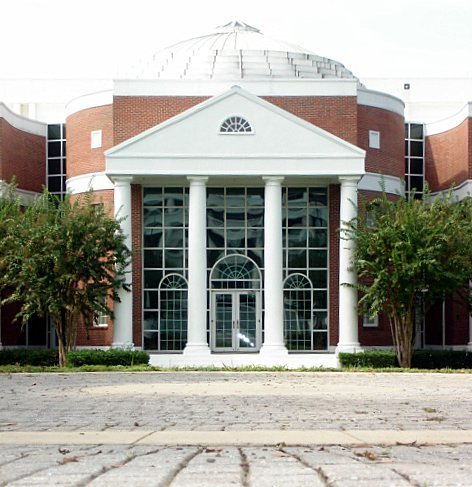
Der Rundbau der Hochschule für Rechtswissenschaft, im Herbst 2005

Die Florida State University, kurz „FSU“ oder „Florida State“, ist seit 1851 eine staatliche Universität im US-Bundesstaat Florida mit Sitz in Tallahassee in der Nähe zum Florida State Capitol.

## Zahlen zu den Studierenden, den Dozenten und zum Vermögen
Im Herbst 2020 waren 43.569 Studierende an der FSU eingeschrieben. Davon strebten 32.543 (74,7 %) ihren ersten Studienabschluss an, sie waren also undergraduates. Von diesen waren 57 % weiblich und 43 % männlich; 3 % bezeichneten sich als asiatisch, 9 % als schwarz/afroamerikanisch, 22 % als Hispanic/Latino und 59 % als weiß. 11.026 (25,3 %) arbeiteten auf einen weiteren Abschluss hin, sie waren graduates. Es lehrten 2.045 Dozenten an der Universität, davon 1.631 in Vollzeit und 414 in Teilzeit.
Der Wert des Stiftungsvermögens der Universität lag 2021 bei 897,6 Mio. US-Dollar und damit 28,2 % höher als im Jahr 2020, in dem es 699,9 Mio. US-Dollar betragen hatte.
Im Herbst 2010 waren 40.838 Studenten eingeschrieben.

## Professoren
Bekannte Professoren der Florida State University sind u. a. der Chemie-Nobelpreisträger Harold Kroto, der Physik-Nobelpreisträger John Robert Schrieffer, der Psychologe Roy Baumeister, der Pulitzer-Preisträger Robert Olen Butler, die Chemiker Robert A. Holton und Michael Kasha. Auch der Physik-Nobelpreisträger Paul Dirac und der Musiker Ernst von Dohnányi waren Professoren an der FSU.

## Sport

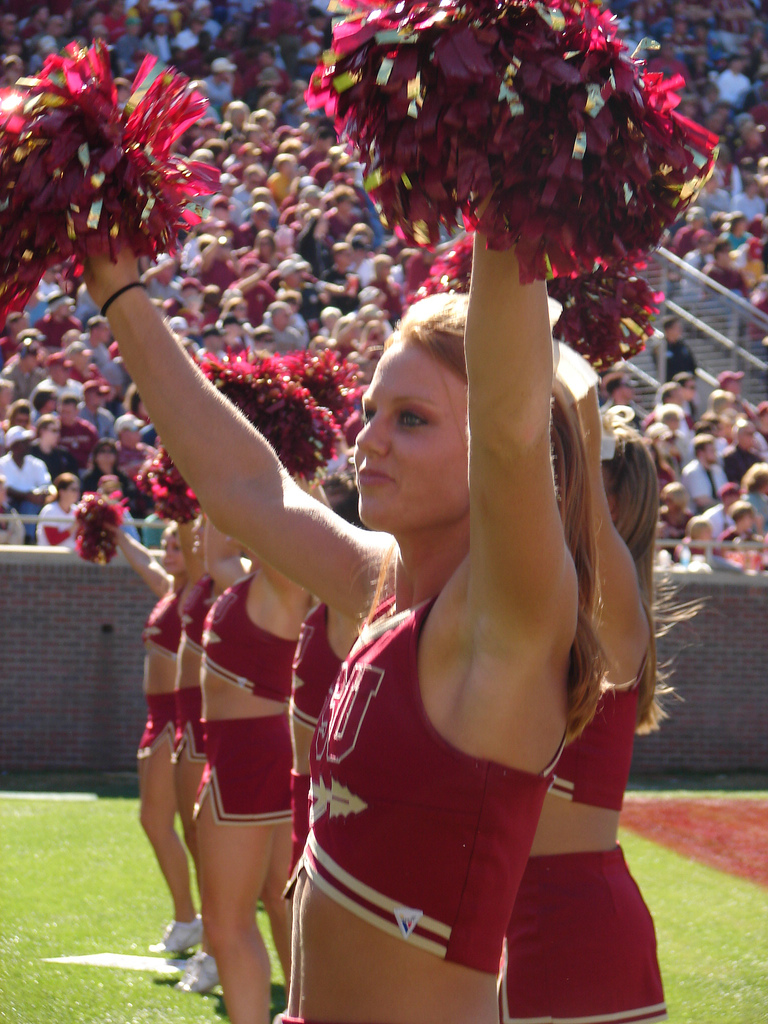
Die Cheerleader der FSU, Ende 2006

Im College Football spielen die Florida State Seminoles in der Atlantic Coast Conference. In den Jahren 1993 und 1999 gewannen sie unter Trainer Bobby Bowden die landesweite Meisterschaft sowie 2014 unter Trainer Jimbo Fisher. Das Footballstadion Doak Campbell Stadium hat eine Zuschauerkapazität von 83.500, es ist bekannt für den Tomahawk Chop, welchen die Fans der FSU immer vor dem Spiele zelebrieren.
Die Leichtathletikmannschaft der Männer gewann die NCAA-Meisterschaft in den Jahren 2006 und 2008. Ihr Topathlet Walter Dix gewann die Bronzemedaillen im 100- und 200-Meter-Lauf bei den  Olympischen Sommerspielen 2008 in Peking.

## Bekannte Absolventen
- Roberto Aguayo (* 1994), American-Football-Spieler
- Kelvin Benjamin (* 1991), American-Football-Spieler
- Fred Biletnikoff (* 1943), American-Football-Spieler
- Anquan Boldin (* 1980), American-Football-Spieler
- Allen Boyd (* 1945), Politiker
- Megan Campbell (* 1993), Fußballspielerin
- Sam Cassell (* 1969), Basketballspieler
- Janice Cayman (* 1988), Fußballspielerin
- Charlie Crist (* 1956), Politiker
- Devonta Freeman (* 1992), American-Football-Spieler
- Rebecca Hazelton (* 1978), Dichterin und Anglistin
- Sebastian Janikowski (* 1978), polnischer Footballspieler
- Brad Johnson (* 1968), Footballspieler
- Brooks Koepka (* 1990), Golfspieler
- Stephen Montague (* 1943), Komponist
- Carson Pickett (* 1993), Fußballspielerin
- Scott Player (* 1969), American-Football-Spieler
- Jalen Ramsey (* 1994), American-Football-Spieler
- Burt Reynolds (1936–2018), Schauspieler
- Xavier Rhodes (* 1990), American-Football-Spieler
- Deion Sanders (* 1967), American-Football- und Baseballspieler
- Isabella Schmid (* 1993), deutsche Fußballspielerin
- Maman Sambo Sidikou (* 1949), nigrischer Politiker
- Ron Simmons (* 1958), Wrestler
- Isaiah Swann (* 1985), Basketballspieler
- Robin Swicord (* 1952), Filmregisseurin und Drehbuchautorin
- Norman Thagard (* 1943), Astronaut
- Chris Thompson (* 1990), American-Football-Spieler
- Mark Tremonti (* 1974), Gitarrist
- Catherine Hadro, Moderatorin und Journalistin
- Charlie Ward (* 1970), American-Football- und Basketballspieler
- Björn Werner (* 1990), deutscher American-Football-Spieler
- Jameis Winston (* 1994), American-Football-Spieler